# 丁渝洲
丁渝洲（1944年3月15日—），中華民國陸軍二級上將，生於重慶市，籍贯山東省日照縣，宜蘭縣三星鄉人，頭城家商、陸軍官校35期步兵科畢業，在2000年政黨輪替後隔年出任民進黨陳水扁政府第二位國安會秘書長，現任臺灣戰略模擬學會榮譽理事長、中華民國退伍軍人協會指導委員，曾任國安局長、國防部軍情局長、陸軍官校校長、陸軍八軍團司令、陸軍參謀長、陸軍步校校長、陸軍作戰署長、陸軍步兵226師長、陸軍步兵127師長、陸軍金防部作戰處長、陸軍步兵319師參謀長及陸軍步兵117師351旅長等軍職。
2018年11月9日，《中國時報》記者呂昭隆披露，《自由時報》刊登南線專案報導當天，他打電話訪問丁渝洲，丁渝洲對他說，民主國家親自下海搞「地下情報組織」的總統或首相，只有第二次世界大戰的英國首相邱吉爾。丁渝洲說，南線專案報導，只能騙外行人，他不相信。

關於其前半生生平，以及殷宗文交接部分事務給丁渝洲時所生疑點，參丁渝洲所出版之傳記。

## 荣誉

### 中华民国勋章奖章
- 一等云麾勋章（2001年9月6日于台北总统府颁授[2]）